# The Rossington Band
The Rossington Band, bivši američki glazbeni rock sastav.
Dvije godine nakon pogibije dijela članova sastava Lynyrd Skynyrd, ostatak sastava okupio se u novom sastavu Rossington Collins Band. Nakon dva snimljena studijska albuma, dolazi do razlaza članova. Gary Rossington i Dale Krantz Rossington (tada već kao supružnici) 1986. osnovali su The Rossington Band, dok je ostatak članova nastavio djelovati kao Allen Collins Band. 
Sastav je djelovao praktično do ponovnog okupljanja Lynyrd Skynyrda i u tom vremenu su izdali dva studijska albuma: Returned to the Scene of the Crime (1986.) i Love Your Man (1988.). Iako su dalje nastavili djelovati kao članovi Lynyrd Skynyrda, 2016. izdali su i treći studijski album, Take It On Faith.

## Diskografija
- Returned to the Scene of the Crime (1986.)
- Love Your Man (1988.)
- Take It On Faith (2016.)